# Tooth Fairy 2
Tooth Fairy 2 (bra: O Fada do Dente 2) é um filme de comédia escrito por Ben Zazove.

## Elenco
- Larry the Cable Guy – Larry Guthrie
- Erin Beute – Brooke
- David Mackey – Beauregard "Bo" Billings
- Brady Reiter – Nyx
- Gabriel Suttle – Gabe
- Ellie Brannan – Ellie
- Sydney Rouviere – Sydney Wilder
- Holland Hayes – Sr. Wilder
- Kristen Wharton – Sra. Wilder
- Tony Lopez – Frank McGee
- Lauren O'Quinn – Jean